# Flugplatz Wismar

i7
i11
i13
Der Flugplatz Wismar (ICAO-Code: EDCW) ist ein Verkehrslandeplatz nordöstlich der Hansestadt Wismar. Genutzt wird er hauptsächlich von der Regionalflug GmbH, deren Geschäftsführer zugleich der Geschäftsführer der Flugplatzbetriebsgesellschaft ist, sowie vom „Hanseatischen Luftsportverein“.